# Jean Le Mayeur

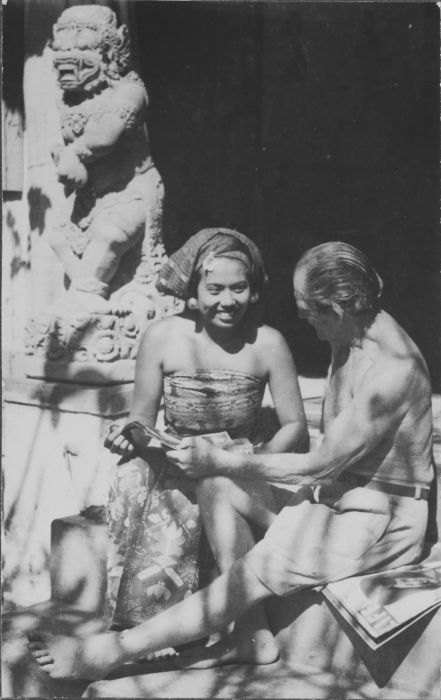
Le Mayeur und seine Frau Ni Pollok

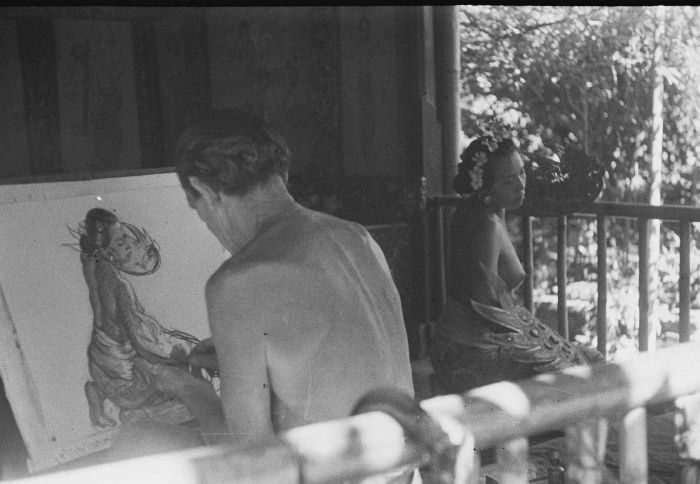
Ni Pollok posiert für ein Gemälde

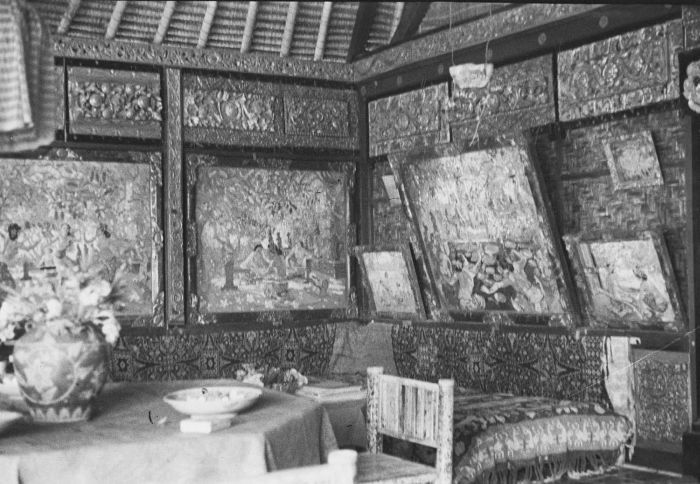
Interieur des Hauses von Le Mayeur, heute ein Museum

 Adrien Jean Le Mayeur de Merprès, genannt Jean Le Mayeur (geb. 9. Februar 1880 in Brüssel; gest. 31. Mai 1958 ebenda) war ein belgischer Maler und Reisender, der durch sein Leben und Arbeiten auf Bali bekannt wurde.

## Leben
Jean Le Mayeur wurde 1880 in Brüssel als Sohn des Malers Adrien Le Mayeur geboren und verlebte dort seine Jugend. Er kam 1932 nach Bali und heiratete 1935 die junge balinesische  Legong-Tänzerin Ni Pollok. 
Er lebte seit 1932 in Sanur, wo heute in seinem ehemaligen Wohnhaus, dem heutigen Museum Le Mayeur, fast 90 seiner bedeutendsten Werke ausgestellt sind.
Seine Gemälde fallen durch ihre Fröhlichkeit auf. Als seine bekannteren Werke gelten diejenigen, die er auf Bali schuf.
Das Buch über diesen Koloristen pur-sang von Ubbens/Huizing (1995) konzentriert sich neben der balinesischen Zeit auch auf die Zeit seiner Jugend in Belgien, den Ersten Weltkrieg und die Jahre, in denen er, der beau peintre voyageur, auf der Suche nach Inspiration an exotische Orte reiste.
Das Buch Rikka, la petite balinaise von Dominique Darbois aus der Reihe Les enfants du monde wurde mit Hilfe von Le Mayeur und seiner Frau realisiert.